# Yrjö Kukkapuro
Yrjö Kukkapuro (landstreek Viipuri, 6 april 1933 – Kauniainen, 8 februari 2025) was een Fins meubelontwerper en interieurarchitect die bekendheid verwierf met enkele stoelontwerpen, waaronder de Karuselli (Carousel). 

## Carrière

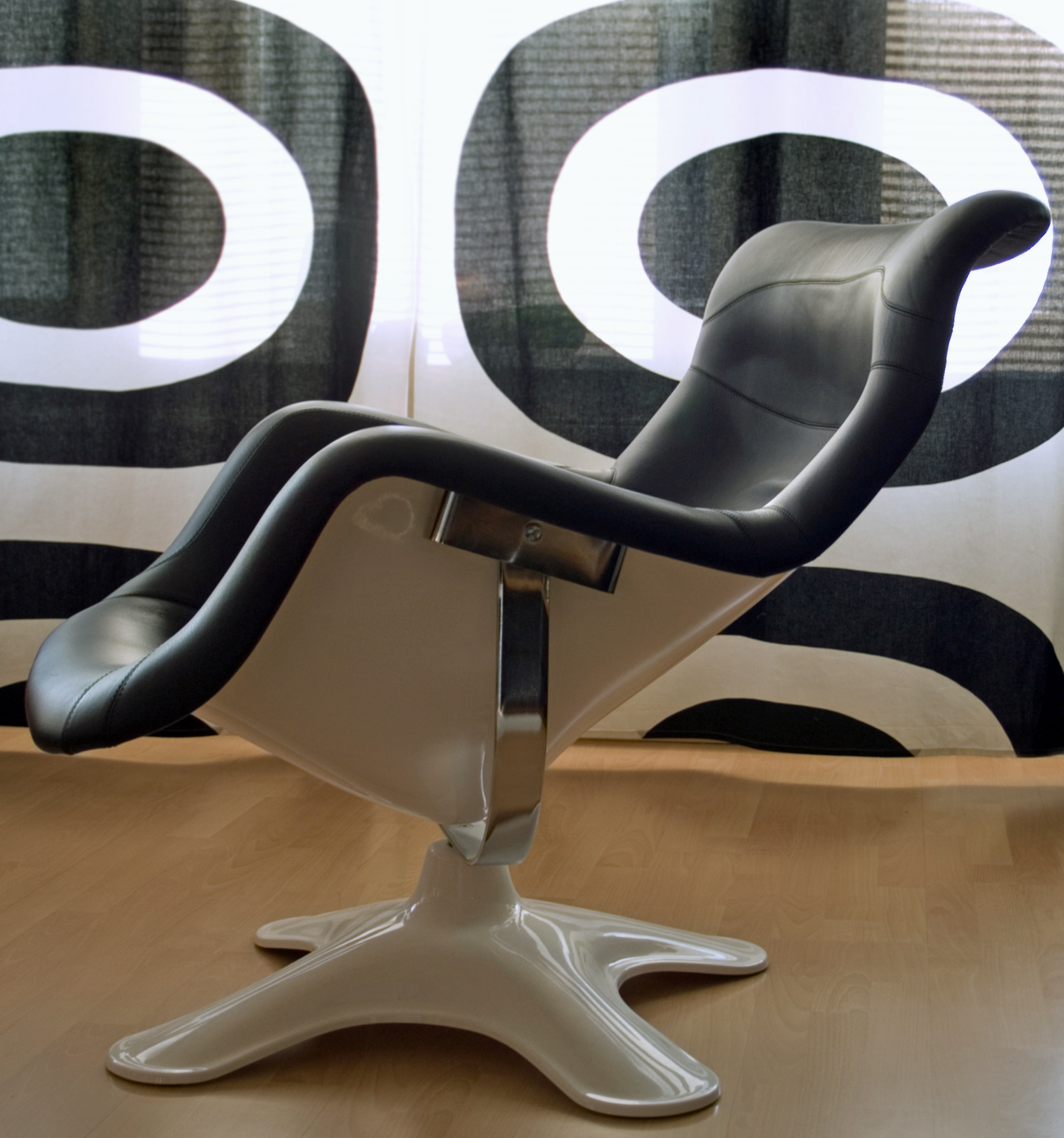
Karuselli-stoel tegen een achtergrond van Marimekko.

Kukkapuro ontwierp de Karuselli-stoel in 1964. Deze is gemaakt van met glasvezel versterkt polyester. Dit ontwerp is een icoon geworden door de innovatieve en ergonomische afwerking.
Hij was van 1974 tot 1980 hoogleraar aan de Aalto-universiteit voor kunst en grafische vormgeving in Helsinki; van 1978 tot 1980 was hij directeur.
In de jaren tachtig ontwierp Kukkapuro de ameublementen Ateljee en Experiment en richtte hij zich op interieuren in vrolijke kleuren. Later trad hij op als hoofdontwerper van de Finse designgroep Avarte.
Kukkapuro ontving diverse prijzen en onderscheidingen voor zijn ontwerpen: de Lunningprijs in 1966, de Finse Staatskunstprijs in 1970, de Pro Finlandia-medaille in 1983 en de Kaj Franck Prijs in 1995. In 2001 verleende de Hogeschool voor Kunst en Design Helsinki hem een eredoctoraat. In oktober 2017 werd Kukkapuro de Finland-prijs toegekend.
Werk van hem is opgenomen in de collecties van het MoMA in New York, het Victoria and Albert Museum in Londen en het Design Museum Gent.
Kukkapuro overleed op 8 februari 2025 op 91-jarige leeftijd.